# Zabrops janiceae
Zabrops janiceae là một loài ruồi trong họ Asilidae. Zabrops janiceae được Fisher miêu tả năm 1977. Loài này phân bố ở vùng Tân Bắc giới.